# Casa de José Alcaine Díaz
La Casa de José Alcaine Díaz es un edificio regionalista del Ensanche Modernista de la ciudad española de Melilla, situado en la Avenida Castelar, 5 que forma parte del Conjunto Histórico Artístico de la Ciudad de Melilla, un Bien de Interés Cultural.

## Historia
Construido entre 1949-1950 según proyecto de Manuel Latorre Pastor para José Alcaine Díaz.

## Descripción
Consta de planta baja y cuatro plantas sobre ella. La baja esta estructurada con cinco vanos rectangulares, el central el de acceso al portal, sobre el que se sitúa el gran mirador que ocupa todo el espacio de las tres primeras plantas, con tres ventanas enmarcadas, mientras la última cuenta con un balcón corrido, tras la cornisa  y tras él, tres ventanas rectangulares, inscritas en  arcos de medio punto, rematándose la edificación con unas vigas salientes y bolas rojas entre ellas, y los límites de edificio, dobles y sobre pilastras.